# تل بني عمران
قرية تل بني عمران هي إحدى القرى التابعة لمركز دير مواس بمحافظة المنيا في جمهورية مصر العربية. حسب إحصاءات سنة 2006، بلغ إجمالي السكان في تل بني عمران 8245 نسمة، منهم 4191 رجلا و4054 امرأة.